# Gare d’Aniche
Gare d’Aniche vasútállomás Franciaországban, Aniche településen.

## Vasútvonalak
Az állomást az alábbi vasútvonalak érintik:
- Aubigny-au-Bac-Somain-vasútvonal

## Kapcsolódó állomások
A vasútállomáshoz az alábbi állomások vannak a legközelebb: